# Liste des maires d'Hyères
Cet article dresse une liste par ordre de mandat des maires d'Hyères.

## Liste des maires

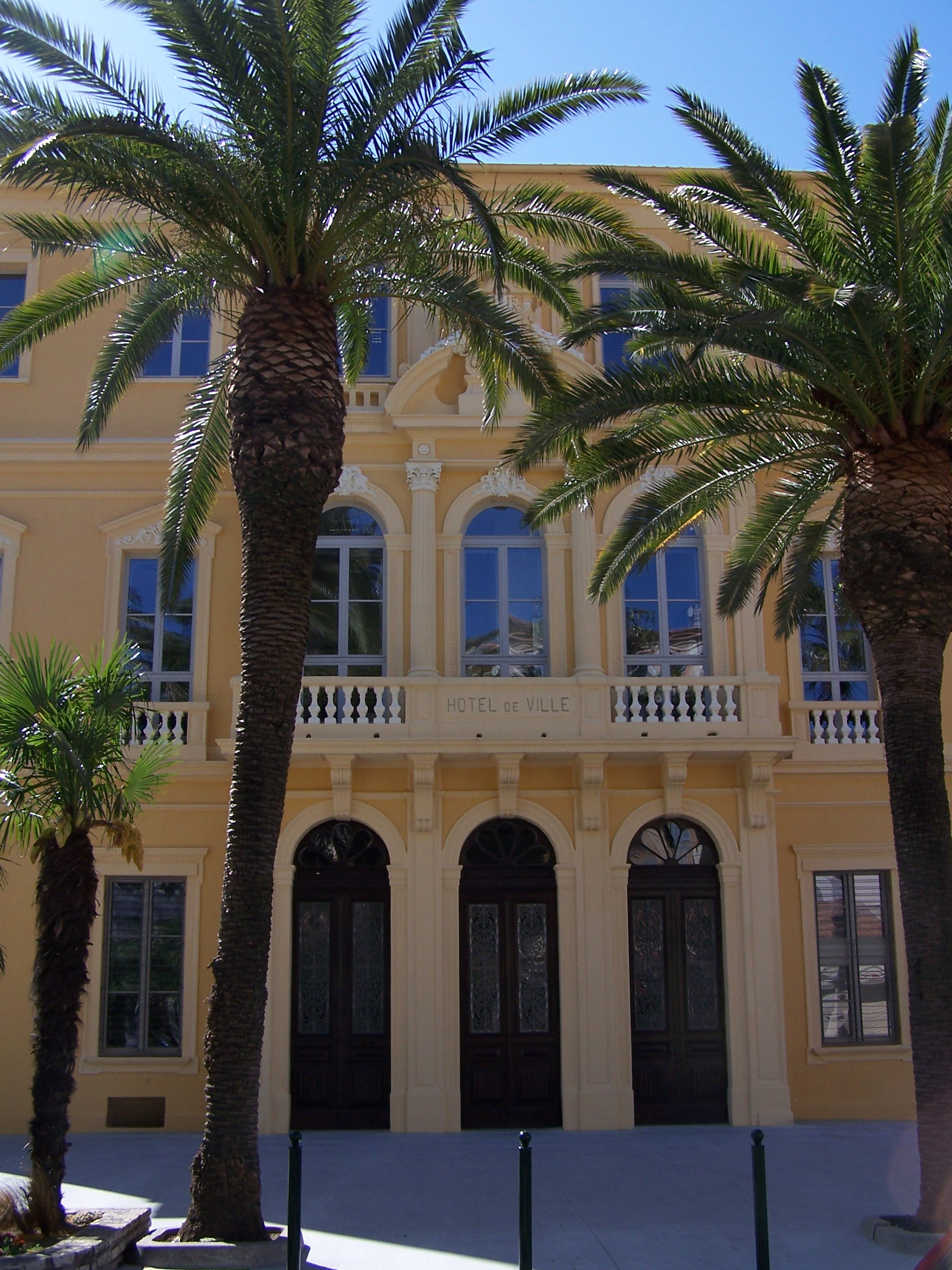
L'hôtel de ville d'Hyères.

### Sous l'Ancien Régime
| Période | Période | Identité                                        | Étiquette | Qualité                           |
| ------- | ------- | ----------------------------------------------- | --------- | --------------------------------- |
| 1677    | 1682    | Charles Valeran                                 |           | Avocat, 1er consul                |
| 1682    | 1687    | François Boutiny                                |           | Avocat, consul                    |
| 1687    | 1688    | Joseph Montanard                                |           | 2e consul                         |
| 1688    | 1689    | N. Ailhet                                       |           |                                   |
| 1689    | 1691    | Joseph Dellor                                   |           | Consul                            |
| 1691    | 1694    | Joseph Boutiny                                  |           | Écuyer, consul                    |
| 1694    | 1695    | Joseph Arène                                    |           | Viguier                           |
| 1695    | 1698    | Jean Clapiers                                   |           | Consul                            |
| 1698    | 1701    | Joseph Arène                                    |           | Viguier                           |
| 1701    | 1702    | M. De Cambe                                     |           | Consul                            |
| 1702    | 1704    | Jean Clapiers                                   |           | Consul                            |
| 1704    | 1705    | Claude Couture                                  |           | Consul                            |
| 1705    | 1707    | Joseph Massillon                                |           | 2e consul                         |
| 1707    | 1710    | Joseph Arennes                                  |           | Viguier, consul                   |
| 1710    | 1714    | François Dellor                                 |           | Consul                            |
| 1714    | 1717    | Joseph d'Arennes                                |           | Viguier, consul                   |
| 1717    | 1718    | Jean Clapiers                                   |           | Consul                            |
| 1718    | 1720    | M. Laurent                                      |           |                                   |
| 1720    | 1722    | Joseph d'Arennes                                |           | Viguier, consul                   |
| 1722    | 1723    | François Arène                                  |           |                                   |
| 1723    | 1724    | Joseph d'Arennes                                |           | Viguier, consul                   |
| 1724    | 1725    | Jean Clapiers                                   |           | Consul                            |
| 1725    | 1731    | François Dellor                                 |           | Consul                            |
| 1731    | 1733    | Louis-Auguste Cameron                           |           | Consul                            |
| 1733    | 1734    | Joseph Allègre                                  |           | Consul                            |
| 1734    | 1736    | Jean-Joseph de Boutigny                         |           | Consul                            |
| 1736    | 1738    | N. Abbrassavin                                  |           | Consul                            |
| 1738    | 1739    | N. de Gardanne-Sauvebonne                       |           |                                   |
| 1739    | 1740    | Joseph Bataille                                 |           | Avocat, consul                    |
| 1740    | 1741    | Balthazar Bernard                               |           | Consul                            |
| 1741    | 1742    | Toussaint de Clapiers-Saint-Tropez              |           | Consul                            |
| 1742    | 1743    | Louis de Boutigny                               |           | Écuyer, consul                    |
| 1743    | 1750    | Jean-Antoine Pument                             |           | Consul                            |
| 1750    | 1751    | Marc-Antoine Rouge                              |           | Médecin, consul                   |
| 1751    | 1752    | Jean-Joseph Bravet                              |           | Avocat                            |
| 1752    | 1753    | Jean-Baptiste Gassin                            |           |                                   |
| 1753    | 1754    | Jean-Joseph de Boutigny                         |           | Écuyer                            |
| 1754    | 1758    | Joseph Vieut                                    |           |                                   |
| 1758    | 1759    | François Rey                                    |           | Avocat                            |
| 1759    | 1760    | Jean-Baptiste Laurens                           |           | Avocat                            |
| 1760    | 1761    | Balthazar Janolin                               |           | Médecin                           |
| 1761    | 1762    | Joseph Estalle                                  |           | Médecin                           |
| 1762    | 1763    | François-Bernardin Dellor                       |           | Avocat                            |
| 1763    | 1764    | Joseph de Jacques La Chassagne                  |           |                                   |
| 1764    | 1765    | Louis Ailhet                                    |           |                                   |
| 1765    | 1766    | Joseph-Hugues Pument                            |           | Avocat                            |
| 1766    | 1767    | Joseph Couture                                  |           |                                   |
| 1767    | 1769    | Jean-César-Marc Clapiers                        |           | Consul                            |
| 1769    | 1770    | Joseph-François Bernard                         |           |                                   |
| 1770    | 1771    | François-Bernardin Abbrassavin                  |           | Capitaine                         |
| 1771    | 1772    | Louis Ailhet                                    |           |                                   |
| 1772    | 1774    | N. Bonnefoy                                     |           | Consul                            |
| 1774    | 1775    | N. Boutigny                                     |           | Consul                            |
| 1775    | 1776    | M. Février                                      |           |                                   |
| 1776    | 1777    | Louis-François Raymond de Clapiers-Saint-Tropez |           |                                   |
| 1777    | 1778    | J.-B. Gardanne de Sauvebonne                    |           | Chevalier, capitaine d'infanterie |
| 1778    | 1779    | Joseph-Charles Valeran                          |           | Consul                            |
| 1779    | 1780    | J.-B.-Joseph Pument                             |           | Garde-côtes                       |
| 1780    | 1781    | S.-Victor Estalle                               |           | Médecin                           |
| 1781    | 1782    | Louis-François de Gardanne-Sauvebonne           |           |                                   |
| 1782    | 1783    | Joseph-François de Gardanne                     |           | Consul                            |
| 1783    | 1784    | Jean-François Dellor                            |           |                                   |
| 1784    | 1785    | J.-B. Auffren                                   |           |                                   |
| 1785    | 1786    | Joseph Estalle                                  |           | Médecin                           |
| 1786    | 1787    | André Roux                                      |           | Consul                            |
| 1787    | 1788    | Pierre-Jean Pument                              |           | Avocat                            |
| 1788    | 1789    | François Bernard                                |           |                                   |

### De 1789 à 1944
| Période      | Période                   | Identité                           | Étiquette                                      | Qualité |
| ------------ | ------------------------- | ---------------------------------- | ---------------------------------------------- | --- |
| 1789         | 1790                      | Joseph Couture                     |                                                | |
| 1790         | 1790                      | Jean Aurran                        |                                                | Avocat |
| 1790         | 1791                      | Jacques-Alexis Martelly            |                                                | |
| 1791         | 1792                      | Joseph Gautier                     |                                                | Perruquier |
| 1792         | 1793                      | Barthélémy Ruy                     |                                                | Menuisier |
| 1793         | 1793                      | Pierre Arène                       |                                                | |
| 1793         | 1795                      | Barthélémy Groulet                 |                                                | |
| 1795         | 1796                      | J.-B. Arène                        |                                                | |
| 1796         | 1811 (révocation)         | Léon Nicolas                       |                                                | Général de brigade |
| 1811         | 1814                      | Joseph-Louis Bernard               |                                                | |
| 1814         | 1815                      | Casimir Valeran                    |                                                | |
| 1815         | 1815                      | J.-B. Filhe                        |                                                | |
| 1815         | 1820                      | Hippolyte-Bonaventure Dellor       |                                                | |
| 1820         | 1824                      | François-Philippe Rey              |                                                | |
| 1824         | 1828                      | Jean-Jacques Aurran                |                                                | |
| 1828         | 1830                      | François-Louis-Joseph de Boutiny   |                                                | |
| 1830         | 1848                      | Alphonse Denis                     |                                                | Écrivain, fondateur des Archives du Var Député du Var (1837 → 1839) Conseiller général du canton d'Hyères (1833 → 1848) Nommé maire par le sous-préfet de Toulon |
| 1848         | 1848                      | Jean-Baptiste Grisolle             |                                                | Commerçant |
| 1848         | 1849                      | André Barnéoud                     |                                                | |
| 1849         | 1859                      | Auguste Paul de David-Beauregard   |                                                | Lieutenant de vaisseau, propriétaire Conseiller général du canton d'Hyères (1852 → 1858)                                                                         |
| 1859         | 1869                      | Alphonse Louis François de Boutiny |                                                | Officier de marine, propriétaire Conseiller général du canton d'Hyères (1858 → 1870)                                                                             |
| 1869         | 1870                      | Joseph Pierre Anaclet Vérignon     |                                                | Chirurgien Conseiller général du canton d'Hyères (1870) |
| 1870         | 1871                      | Joseph Pons                        |                                                | Jardinier |
| 1871         | 1874                      | Paul Henri Privat Long             |                                                | Médecin Conseiller général du canton d'Hyères (1870 → 1876) |
| 1874         | 1876                      | Henri-Paul de Gaillard             |                                                | |
| 1876         | 1877                      | Paul Henri Privat Long             |                                                | Médecin Conseiller général du canton d'Hyères (1870 → 1876) |
| 1877         | 1878                      | Henri-Paul de Gaillard             |                                                | |
| 1878         | 1881                      | François Arène                     |                                                | Maçon |
| 1881         | 1886                      | Louis Alexandre André Castueil     |                                                | Pharmacien |
| 1886         | 1887                      | François Arène                     | Républicain                                    | Maçon Entrepreneur, propriétaire Conseiller général du canton d'Hyères (1886 → 1892)                                                                             |
| 1887         | 1888                      | Edmond Magnier                     | Républicain                                    | Journaliste, directeur de L'Evènement Conseiller général du canton de Saint-Tropez (1880 → 1895)                                                                 |
| 1888         | 1892                      | Charles Roux                       |                                                | Médecin |
| 1892         | 1893                      | Théodore Villard                   |                                                | Ingénieur |
| 1893         | 1904                      | Jules Massel                       |                                                | Pharmacien |
| 1904         | 1912                      | Joseph Zacharie Roux-Seignoret     |                                                | Médecin |
| 1912         | 1914                      | Jean Ribier                        |                                                | Architecte |
| 1914         | 1919                      | Paul Gensollen                     | Rad.soc.                                       | Avocat |
| 1919         | 1920                      | Joseph Zacharie Roux-Seignoret     |                                                | Médecin |
| 1920         | 1924                      | Pierre Moulis                      |                                                | Vétérinaire Conseiller général du canton d'Hyères (1904 → 1922)                                                                                                  |
| 1924         | 1925                      | MM. Dumestre, Descroix et Quillier |                                                | |
| 1925         | juin 1928 (démission)     | Paul Gensollen                     | Radical-socialiste                             | Avocat Conseiller général du canton d'Hyères (1923 → 1928) |
| juillet 1928 | novembre 1935             | Léopold Jaubert                    | Radical-socialiste puis Républicain-socialiste | Médecin |
| février 1936 | septembre 1937            | Pierre Moulis                      |                                                | Vétérinaire |
| octobre 1937 | février 1941 (révocation) | Léopold Jaubert                    | Front populaire                                | Médecin |
| février 1941 | 1944                      | Stanislas de David-Beauregard      |                                                | Capitaine de frégate |

### Depuis 1944
| Période       | Période                 | Identité                                                     | Étiquette    | Qualité |
| ------------- | ----------------------- | ------------------------------------------------------------ | ------------ | --- |
| 1944          | octobre 1947            | Édouard Cordier                                              | Soc.ind.     | Retraité, ancien administrateur des colonies                                                                                            |
| octobre 1947  | juillet 1958 (décès)    | Joseph Clotis                                                |              | Percepteur |
| juillet 1958  | mars 1965               | Alfred Décugis                                               | DVD puis UNR | Jardinier Ancien conseiller général du canton d'Hyères (1949 → 1955)                                                                    |
| mars 1965     | décembre 1967           | Pierre Harlaut                                               | DVD          | Conseiller général du canton d'Hyères (1963 → 1967)                                                                                     |
| décembre 1967 | février 1968            | Victor Ponel, Élie Maurin, René Salaün (délégation spéciale) |              | |
| février 1968  | janvier 1969            | Georges Caton                                                | PCF          | Instituteur et directeur d’école Conseiller général du canton d'Hyères (1967 → 1973) Élu à la suite d'une élection municipale partielle |
| janvier 1969  | février 1969            | Maurice Durand                                               |              | Avocat |
| février 1969  | mars 1971               | Jacques Pillement                                            |              | Photographe |
| mars 1971     | mars 1977               | Mario Bénard                                                 | UDR puis RPR | Sous-préfet hors cadre Député de la 2e circonscription du Var (1968 → 1978)                                                             |
| mars 1977     | 5 octobre 1978 (décès)  | Jean-Jacques Perron                                          | PS           | Médecin Sénateur du Var (1977 → 1978)                                                                                                   |
| octobre 1978  | mars 1983               | Gaston Biancotto                                             | PS           | Ouvrier agricole Conseiller régional de Provence-Alpes-Côte d'Azur [Quand ?]                                                            |
| mars 1983     | 21 février 2008 (décès) | Léopold Ritondale                                            | DVD          | Urbaniste Conseiller régional de Provence-Alpes-Côte d'Azur [Quand ?] Conseiller général du canton d'Hyères-Ouest (1998 → 2004)         |
| mars 2008     | mars 2014               | Jacques Politi                                               | DVD          | Pharmacien Conseiller général du canton d'Hyères-Ouest (2011 → 2015)                                                                    |
| mars 2014     | En cours                | Jean-Pierre Giran                                            | UMP puis LR  | Professeur d'économie Député de la 3e circonscription du Var (1997 → 2017) 4e vice-président de Toulon Provence Méditerranée (2017 → )  |

## Fractions et quartiers
Divisée en dix quartiers, la ville dispose de mairies annexes dans chacun d'entre eux :
- L'Ayguade
- Les Borrels
- La Capte
- Giens
- Le Port
- Sauvebonne
- L'île de Porquerolles
- L'île de Port-Cros
- L'île du Levant
- Les Salins

## Conseil municipal actuel
Les 45 sièges composant le conseil municipal d'Hyères ont été pourvus à l'issue du second tour des municipales de 2020. Actuellement, il est réparti comme suit :

Composition du conseil municipal pour la mandature 2020-2026
LR-LC-UDI: 34 sièges
DVC-LREM-Modem-DVD: 9 sièges
RN: 2 sièges

## Résultats des dernières élections municipales

### Élections municipales de 2020
| Tête de liste                                            | Tête de liste       | Liste             | Premier tour | Premier tour | Second tour | Second tour | Sièges | Sièges |
| Tête de liste                                            | Tête de liste       | Liste             | Voix         | %            | Voix        | %           | CM     | CC     |
| -------------------------------------------------------- | ------------------- | ----------------- | ------------ | ------------ | ----------- | ----------- | ------ | ------ |
|                                                          | Jean-Pierre Giran * | LR-LC-UDI         | 4 977        | 33,46        | 7 421       | 48,20       | 34     | 9      |
| Une passion pour Hyères                                  |                     |                   | 4 977        | 33,46        | 7 421       | 48,20       | 34     | 9      |
|                                                          | Jacques Politi      | DVD               | 2 925        | 19,66        | 6 030       | 39,16       | 9      | 2      |
| Hyères tout naturellement                                |                     |                   | 2 925        | 19,66        | 6 030       | 39,16       | 9      | 2      |
|                                                          | William Seemuller   | DVC-LREM-MoDem-MR | 1 966        | 13,22        | 6 030       | 39,16       | 9      | 2      |
| Hyères citoyenne 2020                                    |                     |                   | 1 966        | 13,22        | 6 030       | 39,16       | 9      | 2      |
|                                                          | Chantal Portuese    | DVC               | 875          | 5,88         | 6 030       | 39,16       | 9      | 2      |
| Hyères au cœur                                           |                     |                   | 875          | 5,88         | 6 030       | 39,16       | 9      | 2      |
|                                                          | Yves Kbaïer         | RN                | 2 157        | 14,50        | 1 945       | 12,63       | 2      | 0      |
| Alliances pour Hyères                                    |                     |                   | 2 157        | 14,50        | 1 945       | 12,63       | 2      | 0      |
|                                                          | Philippe Dao,       | LFI-PS-PCF-GRS-PG | 986          | 6,63         |             |             | 0      | 0      |
| Hyères en commun, la liste de la gauche et de l’écologie |                     |                   | 986          | 6,63         |             |             | 0      | 0      |
|                                                          | Franck Chauvet      | ECO-NC            | 985          | 6,62         | 0           | 0           |        |        |
| Hyères en transition                                     |                     |                   | 985          | 6,62         | 0           | 0           |        |        |
|                                                          |                     |                   |              |              |             |             |        |        |
| Inscrits                                                 | Inscrits            | Inscrits          | 39 973       | 100,00       | 39 969      | 100,00      |        |        |
| Abstentions                                              | Abstentions         | Abstentions       | 24 695       | 61,78        | 23 991      | 60,02       |        |        |
| Votants                                                  | Votants             | Votants           | 15 278       | 38,22        | 15 978      | 39,98       |        |        |
| Blancs                                                   | Blancs              | Blancs            | 147          | 0,96         | 371         | 2,32        |        |        |
| Nuls                                                     | Nuls                | Nuls              | 260          | 1,70         | 211         | 1,32        |        |        |
| Exprimés                                                 | Exprimés            | Exprimés          | 14 871       | 97,34        | 15 396      | 96,36       |        |        |
| * Liste du maire sortant                                 |                     |                   |              |              |             |             |        |        |

### Élections municipales de 2014
| Tête de liste                       | Tête de liste     | Liste          | Premier tour | Premier tour | Second tour | Second tour | Sièges  | Sièges  |
| Tête de liste                       | Tête de liste     | Liste          | Voix         | %            | Voix        | %           | CM      | CC      |
| ----------------------------------- | ----------------- | -------------- | ------------ | ------------ | ----------- | ----------- | ------- | ------- |
|                                     | Jacques Politi *  | DVD            | 6 919        | 27,64        | 9 202       | 35,80       | 8       | 2       |
| Ensemble pour Hyères et pour demain |                   |                | 6 919        | 27,64        | 9 202       | 35,80       | 8       | 2       |
|                                     | Jean-Pierre Giran | UMP            | 6 247        | 24,96        | 10 204      | 39,70       | 32      | 8       |
| Rassemblement pour Hyères           |                   |                | 6 247        | 24,96        | 10 204      | 39,70       | 32      | 8       |
|                                     | Bruno Gollnisch   | FN             | 4 498        | 17,97        | 3 384       | 13,16       | 3       | 0       |
| Hyères bleu Marine                  |                   |                | 4 498        | 17,97        | 3 384       | 13,16       | 3       | 0       |
|                                     | William Seemuller | PS-PCF-EELV    | 3 783        | 15,11        | 2 912       | 11,32       | 2       | 0       |
| Agir pour Hyères                    |                   |                | 3 783        | 15,11        | 2 912       | 11,32       | 2       | 0       |
|                                     | Francis Roux      | UDI-MoDem      | 3 578        | 14,29        | Retrait     | Retrait     | Retrait | Retrait |
| Un nouveau cap pour Hyères          |                   |                | 3 578        | 14,29        | Retrait     | Retrait     | Retrait | Retrait |
|                                     |                   |                |              |              |             |             |         |         |
| Inscrits                            | Inscrits          | Inscrits       | 40 601       | 100,00       | 40 603      | 100,00      |         |         |
| Abstentions                         | Abstentions       | Abstentions    | 15 004       | 36,95        | 14 326      | 35,28       |         |         |
| Votants                             | Votants           | Votants        | 25 597       | 63,05        | 26 277      | 64,72       |         |         |
| Blancs et nuls                      | Blancs et nuls    | Blancs et nuls | 572          | 2,23         | 575         | 2,19        |         |         |
| Exprimés                            | Exprimés          | Exprimés       | 25 025       | 97,77        | 25 702      | 97,81       |         |         |
| * Liste du maire sortant            |                   |                |              |              |             |             |         |         |

### Élections municipales de 2008
| Tête de liste | Tête de liste         | Liste          | Premier tour | Premier tour | Second tour | Second tour | Sièges | Sièges |
| Tête de liste | Tête de liste         | Liste          | Voix         | %            | Voix        | %           | CM     |        |
| --- | --------------------- | -------------- | ------------ | ------------ | ----------- | ----------- | ------ | ------ |
| | Jacques Politi        | DVD            | 6 513        | 26,28        | 8 691       | 34,22       | 31     |        |
| Ensemble pour Hyères et pour demain |                       |                | 6 513        | 26,28        | 8 691       | 34,22       | 31     |        |
| | Jean-Pierre Giran     | UMP            | 5 956        | 24,03        | 7 773       | 30,60       | 7      |        |
| Hyères pour tous |                       |                | 5 956        | 24,03        | 7 773       | 30,60       | 7      |        |
| | Francis Roux          | DVD            | 5 403        | 21,80        | 4 930       | 19,41       | 4      |        |
| Notre cœur pour Hyères |                       |                | 5 403        | 21,80        | 4 930       | 19,41       | 4      |        |
| | Alain Jaubert         | DVG            | 3 387        | 13,66        | 4 004       | 15,77       | 3      |        |
| Hyères solidaire |                       |                | 3 387        | 13,66        | 4 004       | 15,77       | 3      |        |
| | Jean-Claude Alberigo  | Les Verts      | 1 281        | 5,17         |             |             |        |        |
| Changer d'ère |                       |                | 1 281        | 5,17         |             |             |        |        |
| | Jean Donzel           | MoDem          | 929          | 3,75         |             |             |        |        |
| Unissons nos forces pour Hyères les Palmiers |                       |                | 929          | 3,75         |             |             |        |        |
| | Marie-Christine Hamel | DVD            | 796          | 3,21         |             |             |        |        |
| Une force nouvelle pour Hyères |                       |                | 796          | 3,21         |             |             |        |        |
| | Christian Devos       | DVD            | 396          | 1,60         |             |             |        |        |
| Hyères demain ma ville en vie |                       |                | 396          | 1,60         |             |             |        |        |
| | Geneviève Schell      | PT             | 125          | 0,50         |             |             |        |        |
| Reconquête de la démocratie, des droits ouvriers et des services publics, soutenue par le comité pour un Parti ouvrier indépendant et le Parti des travailleurs |                       |                | 125          | 0,50         |             |             |        |        |
| |                       |                |              |              |             |             |        |        |
| Inscrits | Inscrits              | Inscrits       | 38 686       | 100,00       | 38 687      | 100,00      |        |        |
| Abstentions | Abstentions           | Abstentions    | 13 357       | 34,53        | 12 693      | 32,81       |        |        |
| Votants | Votants               | Votants        | 25 329       | 65,47        | 25 994      | 67,19       |        |        |
| Blancs et nuls | Blancs et nuls        | Blancs et nuls | 543          | 2,14         | 596         | 2,29        |        |        |
| Exprimés | Exprimés              | Exprimés       | 24 786       | 97,86        | 25 398      | 97,71       |        |        |

### Élections municipales de 2001
| Tête de liste            | Tête de liste                | Liste           | Premier tour | Premier tour | Second tour | Second tour | Sièges | Sièges |
| Tête de liste            | Tête de liste                | Liste           | Voix         | %            | Voix        | %           | CM     |        |
| ------------------------ | ---------------------------- | --------------- | ------------ | ------------ | ----------- | ----------- | ------ | ------ |
|                          | Léopold Ritondale *          | DVD             | 7 464        | 37,01        | 9 387       | 44,34       | 32     |        |
|                          | Jean-Pierre Giran            | RPR-UDF-DL (UD) | 4 444        | 22,04        | 5 558       | 26,25       | 5      |        |
|                          | Dany Bruni                   | PS-MDC (G. pl.) | 3 723        | 18,46        | 3 945       | 18,63       | 4      |        |
|                          | Philippe de David-Beauregard | FN              | 2 383        | 11,82        | 2 282       | 10,78       | 2      |        |
|                          | Nicole Ferré                 | RPF             | 797          | 3,95         |             |             |        |        |
|                          | Jacques Quantin              | DVG             | 711          | 3,53         |             |             |        |        |
|                          | Jean Donzel                  | DVD             | 645          | 3,20         |             |             |        |        |
|                          |                              |                 |              |              |             |             |        |        |
| Inscrits                 | Inscrits                     | Inscrits        | 33 457       | 100,00       | 33 457      | 100,00      |        |        |
| Abstentions              | Abstentions                  | Abstentions     | 12 729       | 38,05        | 11 798      | 35,26       |        |        |
| Votants                  | Votants                      | Votants         | 20 728       | 61,95        | 21 659      | 64,74       |        |        |
| Blancs et nuls           | Blancs et nuls               | Blancs et nuls  | 561          | 2,70         | 487         | 2,25        |        |        |
| Exprimés                 | Exprimés                     | Exprimés        | 20 167       | 97,29        | 21 172      | 97,75       |        |        |
| * Liste du maire sortant |                              |                 |              |              |             |             |        |        |

### Élections municipales de 1995
| Tête de liste            | Tête de liste                | Liste          | Premier tour | Premier tour | Second tour | Second tour | Sièges | Sièges |
| Tête de liste            | Tête de liste                | Liste          | Voix         | %            | Voix        | %           | CM     |        |
| ------------------------ | ---------------------------- | -------------- | ------------ | ------------ | ----------- | ----------- | ------ | ------ |
|                          | Léopold Ritondale *          | UDF            | 5 582        | 27,72        | 7 378       | 34,41       | 30     |        |
|                          | Philippe de David-Beauregard | FN             | 4 137        | 20,54        | 5 134       | 23,94       | 5      |        |
|                          | Claude Bonnet                | DVD-RPR        | 3 342        | 16,59        | 4 432       | 20,67       | 4      |        |
|                          | Gaston Biancotto             | PS             | 2 485        | 12,34        | 2 099       | 9,79        | 2      |        |
|                          | Jacques de Lustrac           | Radical        | 2 428        | 12,06        | 2 401       | 11,20       | 2      |        |
|                          | Roland Surmont               | DVD            | 1 589        | 7,89         |             |             |        |        |
|                          | M. de Leusse                 | DVD            | 577          | 2,86         |             |             |        |        |
|                          |                              |                |              |              |             |             |        |        |
| Inscrits                 | Inscrits                     | Inscrits       | 33 100       | 100,00       | 33 100      | 100,00      |        |        |
| Abstentions              | Abstentions                  | Abstentions    | 12 440       | 37,58        | 11 042      | 33,36       |        |        |
| Votants                  | Votants                      | Votants        | 20 660       | 62,42        | 22 058      | 66,64       |        |        |
| Blancs ou nuls           | Blancs ou nuls               | Blancs ou nuls | 520          | 2,52         | 614         | 2,78        |        |        |
| Exprimés                 | Exprimés                     | Exprimés       | 20 140       | 97,48        | 21 444      | 97,21       |        |        |
| * Liste du maire sortant |                              |                |              |              |             |             |        |        |